# Chiesa di San Pietro Apostolo (Prepotto)
La chiesa di San Pietro Apostolo si trova a San Pietro di Chiazzacco, frazione di Prepotto, a in provincia e arcidiocesi di Udine; fa parte della forania del Friuli Orientale.
L'edificio risale al XV secolo.

## Storia
La chiesetta fu edificata nel Quattrocento. Tra i secoli XVIII e XIX furono aggiunti il campanile, il portico e la sacrestia.
Nel 1922, a causa della sua scarsa stabilità, la torre campanaria fu demolita e ricostruita.
In seguito al terremoto del Friuli del 1976, l'edificio fu ristrutturato e messo in sicurezza.